# Aethiopis
Aethiopis és una característica d'albedo a la superfície de Mart, localitzada amb el sistema de coordenades planetocèntriques a 9.88 ° latitud N i 130 ° longitud E. El nom va ser aprovat per la UAI l'any 2003 i fa referència a Etiòpia, la terra que marcava el límit sud del món clàssic.